# Meurtre de Stephen Oake
 (février 2021).
La mise en forme du texte ne suit pas les recommandations de Wikipédia : il faut le « wikifier ».
Les points d'amélioration suivants sont les cas les plus fréquents :
- Les titres sont pré-formatés par le logiciel. Ils ne sont ni en capitales, ni en gras.
- Le texte ne doit pas être écrit en capitales (les noms de famille non plus), ni en gras, ni en italique, ni en « petit »…
- Le gras n'est utilisé que pour surligner le titre de l'article dans l'introduction, une seule fois.
- L'italique est rarement utilisé : mots en langue étrangère, titres d'œuvres, noms de bateaux, etc.
- Les citations ne sont pas en italique mais en corps de texte normal. Elles sont entourées par des guillemets français : « et ».
- Les listes à puces sont à éviter, des paragraphes rédigés étant largement préférés. Les tableaux sont à réserver à la présentation de données structurées (résultats, etc.).
- Les appels de note de bas de page (petits chiffres en exposant, introduits par l'outil «  Source ») sont à placer entre la fin de phrase et le point final[comme ça].
- Les liens internes (vers d'autres articles de Wikipédia) sont à choisir avec parcimonie. Créez des liens vers des articles approfondissant le sujet. Les termes génériques sans rapport avec le sujet sont à éviter, ainsi que les répétitions de liens vers un même terme.
- Les liens externes sont à placer uniquement dans une section « Liens externes », à la fin de l'article. Ces liens sont à choisir avec parcimonie suivant les règles définies. Si un lien sert de source à l'article, son insertion dans le texte est à faire par les notes de bas de page.
- La présentation des références doit suivre les conventions bibliographiques. Il est recommandé d'utiliser les modèles {{Ouvrage}}, {{Chapitre}}, {{Article}}, {{Lien web}} et/ou {{Bibliographie}}. Le mode d'édition visuel peut mettre en forme automatiquement les références.
- Insérer une infobox (cadre d'informations à droite) n'est pas obligatoire pour parachever la mise en page.

Pour une aide détaillée, merci de consulter Aide:Wikification.
Si vous pensez que ces points ont été résolus, vous pouvez retirer ce bandeau et améliorer la mise en forme d'un autre article.
 (mars 2021).
 (février 2021).
Si vous disposez d'ouvrages ou d'articles de référence ou si vous connaissez des sites web de qualité traitant du thème abordé ici, merci de compléter l'article en donnant les références utiles à sa vérifiabilité et en les liant à la section « Notes et références ».
Pour l’article homonyme, voir Oake.
Stephen Robin Oake, QGM, était un officier de police servant comme détective antiterroriste dans la police du Grand Manchester au Royaume-Uni qui a été tué pendant qu'il tentait d’arrêter un terroriste présumé à Manchester le 14 janvier 2003.
Il fut décoré à titre posthume de la Médaille de bravoure de la Reine

## Contexte
Oake est né à Poynton, dans le Cheshire; son père Robin Oake est un ancien chef de la police de Isle of Man Constabulary et un bénéficiaire de la Médaille de bravoure de la Reine. Stephen Oake a servi avec la police du grand Manchester pendant presque 20 ans jusqu’à sa mort et comme détective anti-terroriste dans une branche spéciale depuis 1999. En 2002, il a été salué pour ses compétences professionnelles et ses expertises.

## Meurtre
Le 14 janvier 2003, Oake et ses collègues vont au Flat  4,4 Crumpsall Lane, dans la région de Crumpsall au nord de Manchester, dans le cadre d'une opération d'immigration. Les résidents n'étaient pas censés être présents, mais la police a trouvé trois hommes, y compris un Algérien clandestin, Kamel Bourgass, qui est arrivé en Angleterre à l'arrière d'un camion trois ans auparavant. Bourgass, qui était présent aux réunions de Al-Muhajiroun dans les mois qui ont précédé l'attaque, n'a pas été immédiatement reconnu alors qu'il était recherché à Londres en connexion avec ce qui est devenu  Wood Green ricin plot, un complot bio-terroriste pour attaquer le métro de Londres. Il n'a pas été perçu comme une menace et c'est pour cela qu'il n'a pas été menotté par les officiers.
Cependant, croyant que les officiers l'avaient identifié comme connexion au complot de la ricine, Bourgassa effectue une tentative de fuite et, dans l'action, frappe un officier et ramasse un couteau de cuisine. Oake, qui était non armé et qui ne portait pas de vêtement de protection, est allé retenir le suspect mais a été poignardé huit fois dans la poitrine et le haut du corps, y compris un coup qui a pénétré son cœur. Malgré ses blessures graves, Oake continua d'essayer d'aider ses collègues à ramener Bourgass sous contrôle. Trois autres officiers ont été poignardés avant que le suspect ne soit arrête. Oake a succombé plus tard à ses blessures.

## Les conséquences
Les circonstances du meurtre de Oake ont mené à un débat sur la question de savoir si la police d'Angleterre et du pays de Galles devrait être libre de menotter les suspects, qu'ils constituent une menace immédiate ou évidente de violence ou d'évasion. Une enquête sur l'incident a critiqué les collègues d'Oake qui ont dirigé le raid pour avoir mal planifié l'opération.
Les funérailles complètes de la police d’Oake à la cathédrale de Manchester ont été largement médiatisées et plus de 1000 personnes y ont assisté, y compris le premier ministre Tony Blair. Le cortège est escorté dans le centre-ville de Manchester par la police en tenue de cérémonie, et le cercueil d’Oake est porté par six anciens collègues à travers une garde d’honneur dans la cathédrale. Les procédures à l'intérieur ont été relayés à une foule de centaines de personnes à l’extérieur par un haut-parleur.
En 2005, la Criminal Injury Compensation Authority a versé 13 000 £ (soit environ 15 042€) à la veuve d’Oake et à chacun de ses trois enfants, des montants qui, selon la Greater Manchester Police Federation, ne correspondaient pas au sacrifice fait par le détective.
Une rue de Manchester (53.500419°N 2.246306°W) a été rebaptisée "Stephen Oake Close" en son honneur. En 2006, le Police Memorial Trust a dévoilé un mémorial en pierre de granit à Oake à Crumpsall Lane, près du lieu de son meurtre (53.5182853°N 2.2478478°W). Environ 150 personnes ont assisté à l'inauguration, y compris sa veuve qui s’était remariée depuis. Le monument a été détruit par des vandales en mars 2007, mais remplacé six mois plus tard. Personne n’a été poursuivi pour les dommages mémoriaux malgré une récompense de 15 000 £ offerte par le Manchester Evening News, la Greater Manchester Police Authority et le Police Memorial Trust.
Dans les années qui ont suivi son meurtre, il y a eu un débat pour savoir si Oake devait être officiellement reconnu pour sa bravoure lors de l’arrestation de Bourgass, y compris un appel de son chef pour qu’il reçoive la plus haute décoration civile au Royaume-Uni — la croix de George. Un comité de la fonction publique a décidé en 2006 que les actions d’Oake n’avaient pas respecté les normes « extrêmement élevées » de bravoure au-delà de l’appel du devoir pour la croix de George. Cependant, il a reçu à titre posthume la Médaille de bravoure de la Reine pour actes de bravoure — la troisième décoration civile la plus élevée après la croix de George et la Médaille George — en 2009, c'est seulement la neuvième distinction posthume pour un policier depuis la création de la médaille en 1974. Un de ses collègues, un sergent détective non nommé, qui a été poignardé deux fois dans l’incident, mais qui a survécu, a reçu la Mention élogieuse de la Reine pour bravoure. Les prix ont été cités dans le London Gazette du 6 janvier 2009.
Robin, le père d’Oake, est un chrétien évangélique convaincu, comme l’était Stephen Oake. Robin pardonna publiquement le meurtrier de son fils.

### La condamnation de Bourgass
Kamel Bourgass a été reconnu coupable au Old Bailey le 29 juin 2004 du meurtre d’Oake, de la tentative de meurtre de deux autres officiers et de la blessure d’un autre. Il a affirmé avoir tué Oake par peur, mais a été condamné à la prison à vie avec une peine minimale de 22 ans et 15 ans supplémentaires pour les accusations de tentative de meurtre. Bourgass a fait appel de la condamnation, qui a été confirmée en juillet 2005.
Un deuxième essai relatif au projet de bioterrorisme a pris fin le 8 avril 2005. Bourgass a été reconnu coupable de complot en vue de commettre une nuisance publique en utilisant des poisons ou des explosifs et a reçu 17 ans de plus à sa peine. Une accusation de complot en vue de commettre un meurtre relatif au complot a été déposée après que le jury n’ait pas rendu de verdict sur ce chef d’accusation. Quatre autres hommes, Mouloud Sihali, David Khalef, Sidali Feddag et Mustapha Taleb, qui connaissaient tous Bourgass, ont été jugés et acquittés. Un deuxième procès pour quatre autres, Samir Asli, Khalid Alwerfeli, Mouloud Bouhrama et Kamel Merzoug a été abandonné.
Bourgass purge actuellement sa peine à la prison de Wakefield dans le West Yorkshire. Il a d’abord été incarcéré à la prison de Frankland, près de Durham; en juillet 2008, des troubles ont éclaté là-bas après que des détenus aient mis le feu à sa cellule. Après son déménagement à Wakefield, il a été rapporté en 2009 que Bourgass recrutait des prisonniers extrémistes pour communiquer avec des agents d’Al-Qaïda infiltrés à Londres en relation à un nouveau complot d'empoisonnement. En février 2011, un juge de la Haute Cour a rejeté un appel déposé par les avocats de Bourgass selon lequel les procédures d’isolement prises par les autorités pénitentiaires violaient ses droits de droits communs et les droits de l’homme. La ségrégation faisait suite à des allégations selon lesquelles Bourgass tentait d’exercer un contrôle sur d’autres prisonniers, en particulier des compatriotes musulmans à qui il "faisait pression" pour assister aux prières. Il était également soupçonné d’être impliqué dans l’organisation d’une agression sur un prisonnier qui a eu besoin de 50 points de suture au visage.